# Centre national de formation et d'entraînement de Clairefontaine
Il Centre national de formation et d'entraînement de Clairefontaine, meglio conosciuto come CNFE Clairefontaine, è un centro di formazione calcistico femminile francese gestito dalla Fédération Française de Football (FFF). È situato nel comune di Clairefontaine-en-Yvelines, sulla strada che porta a La Celle-les-Bordes, a circa 50 chilometri a sud-est di Parigi.
Fondato nel 1998, fino al 2007 il centro ha ospitato una squadra che ha partecipato al campionato femminile francese, ottenendo come miglior risultato un 5º posto in Division 1 Féminine (prima divisione) nel campionato 2003-2004.